# Aloe sheilae
Aloe sheilae é uma espécie de liliopsida do gênero Aloe, pertencente à família Asphodelaceae.